# Nguyễn Ngọc Trường Sơn
Nguyễn Ngọc Trường Sơn (sinh 23 tháng 2 năm 1990) sinh ra và lớn lên ở thành phố Rạch Giá, Kiên Giang là một đại kiện tướng cờ vua Việt Nam. Theo xếp hạng hiện tại của FIDE, anh là kì thủ số 2 của Việt Nam .

## Sự nghiệp

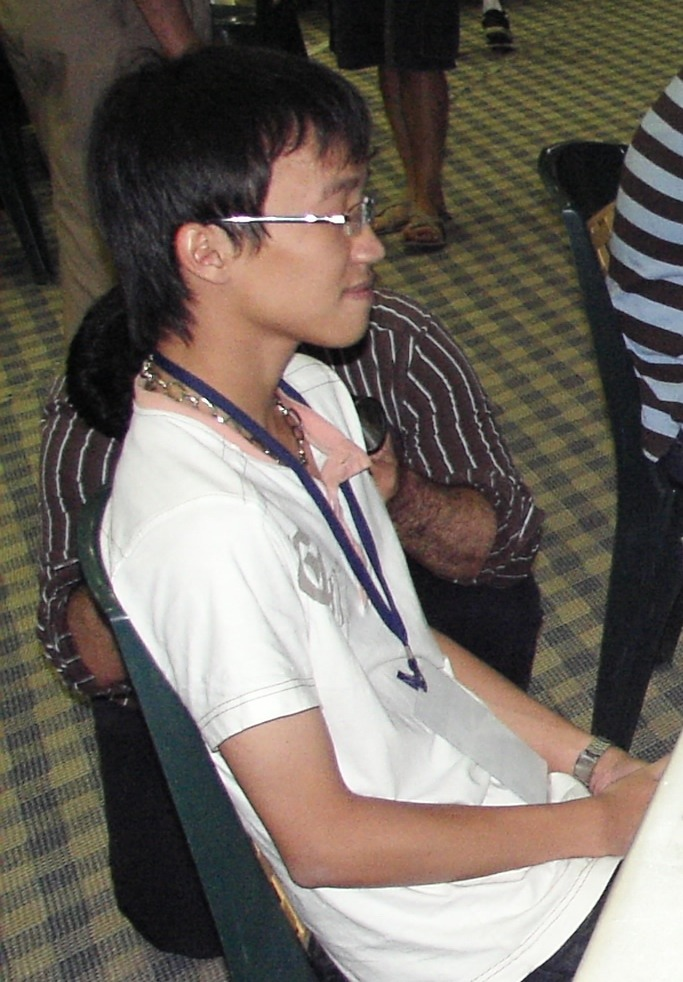
Nguyễn Ngọc Trường Sơn tại Giải cờ vua thanh niên thế giới 2008

### Thời gian đầu
Sơn bắt đầu học đánh cờ vua từ năm lên 3 và tỏ ra có năng khiếu, năm 1999 tại giải đấu trẻ ở Ấn Độ anh giành được huy chương đồng. Tiếp theo, Sơn lại giành được huy chương vàng vô địch cờ vua thế giới lứa tuổi không quá 11 năm sau đó tại Tây Ban Nha . Năm 2005, Sơn trở thành đại kiện tướng cờ vua khi mới 14 tuổi 10 tháng và là một trong số ít các kì thủ đạt được danh hiệu đại kiện tướng khi chưa tới 15 tuổi .

### Năm 2008
Tại giải cờ vua trẻ thế giới 2008 tổ chức tại Vũng Tàu, Việt Nam, mặc dù dẫn đầu suốt gần hết giải nhưng cuối cùng Sơn chỉ về nhì ở lứa tuổi 18, bằng điểm (8 điểm / 11 ván) nhưng kém chỉ số phụ với vận động viên vô địch. Ở Olympiad cờ vua 2008, Sơn góp phần giúp đội tuyển Việt Nam lần đầu tiên lọt vào top 10 đội mạnh nhất (hạng 9). Những thành tích trên giúp anh lần thứ ba có mặt trong danh sách Vận động viên tiêu biểu trong năm của Việt Nam 

### Năm 2010
Giải cờ vua Biel 2010 tập hợp 10 kỳ thủ trẻ hàng đầu, trong đó có Sơn. Sau 9 lượt đấu vòng tròn Sơn bất bại với 5½ điểm / 9 ván (+2 =7), xếp hạng nhất, đồng điểm với Vachier-Lagrave và Caruana nhưng hơn hai kỳ thủ này chỉ số phụ. Ba kỳ thủ bước vào vòng đấu cờ nhanh trực tiếp chọn ra nhà vô địch. Với chỉ số phụ cao nhất, Sơn vào thẳng chung kết gặp Caruana, người thắng Vachier-Lagrave 2–1 ở bán kết. Tại chung kết Sơn thua ½–1½ và nhận giải nhì .

### Năm 2012
Cuối tháng 8 đầu tháng 9 năm 2012, Sơn ngồi bàn 2 của đội tuyển Việt Nam tại Olympiad cờ vua thế giới năm 2012. Anh góp phần đưa Việt Nam đạt thành tích cao nhất trong lịch sử là hạng 7 đồng đội nam .

### Năm 2013
Tháng 1, Sơn cùng đội cờ Việt Nam tham dự Giải vô địch khu vực 3.3 châu Á . Là hạt giống số hai, sau 9 ván đấu bất bại đạt 7½ điểm (+6 =3) , anh đã vượt lên trên hạt giống số một Wesley So, giành ngôi vô địch giải đấu, đồng thời giành một vé tham dự Cúp cờ vua thế giới 2013 .
Tháng 6, tại Giải vô địch cờ nhanh và cờ chớp thế giới, Sơn là một trong hai kỳ thủ Việt Nam dự giải (cùng Lê Quang Liêm). Ở nội dung cờ chớp, dù chỉ đạt hạng 5 chung cuộc nhưng anh đã góp phần giúp đồng đội Lê Quang Liêm lên ngôi vô địch bằng việc đánh bại kỳ thủ cạnh tranh ngôi vô địch Ruslan Ponomariov .
Tháng 12, tại SEA Games 27, Sơn là kỳ thủ duy nhất đem về huy chương vàng cho đội cờ Việt Nam ở hai nội dung cờ nhanh và cờ chớp cá nhân. Như vậy tính đến nay anh đã có 6 huy chương vàng SEA Games (4 cá nhân) .

### Năm 2014
Tại giải cờ vua quốc tế HDBank lần thứ tư, Nguyễn Ngọc Trường Sơn đạt 7 điểm / 9 ván đấu (+5 =4), giành ngôi vô địch giải sau khi hơn hệ số phụ trước các kỳ thủ đồng điểm Chương Chung và Lê Quang Liêm.
Tháng 8, anh cùng với các kỳ thủ Lê Quang Liêm, Nguyễn Đức Hòa, Nguyễn Văn Huy và Nguyễn Huỳnh Minh Huy tham dự giải cờ vua đồng đội thế giới 2014 tổ chức tại Tromsø (Na Uy). Sơn đã xuất sắc giành huy chương vàng bàn 2 với Rp=2843, bất bại sau 10 ván với 8,5 điểm (+7=3) Elo của anh tăng 25 điểm chỉ qua một giải đấu này.

### Năm 2016
Tháng 4, tại Giải đồng đội châu Á, anh cùng đồng đội giành hai huy chương bạc ở nội dung nhanh và chớp, đều thất bại trước Trung Quốc ở chung kết. Tiếp đến vào cuối tháng, Trường Sơn vô địch nội dung cờ chớp ở giải vô địch quốc gia.

### Năm 2017
Tháng 2, tại Giải vô địch khu vực 3.3 ở Tagaytay, Sơn bất bại với 7/9 điểm (+5 =4), đồng điểm hạng nhất với Yeoh Li Tian nhưng xếp thứ nhì do kém hệ số phụ. Với kết quả này, anh giành quyền tham dự Cúp cờ vua thế giới 2017.

### Năm 2020
Sơn được chọn vào đội tuyển Việt Nam tham dự Olympiad cờ vua online. Anh đánh ở vị trí bàn số 2.

## Thành tích
- 1999: Huy chương đồng, Giải vô địch cờ vua châu Á lứa tuổi dưới 10
- 2000: Huy chương vàng, Giải vô địch cờ vua châu Á lứa tuổi dưới 10. Huy chương vàng, Giải vô địch cờ vua thế giới lứa tuổi dưới 10. Đứng vị trí thứ 2 trong bảng danh sách vận động viên tiêu biểu của năm của Việt Nam.
- 2001: Huy chương vàng, Giải vô địch cờ vua châu Á lứa tuổi dưới 12
- 2002: (Tháng 9) Đạt danh hiệu Kiện tướng quốc tế
- 2004: (Tháng 12) Đạt danh hiệu Đại kiện tướng quốc tế
- 2005: (Tháng 12) Vô địch cờ tiêu chuẩn và cờ nhanh, SEA Games 23, Phillppines
- 2008: (Tháng 10) Huy chương bạc lứa tuổi 18 giải vô địch cờ vua trẻ thế giới.
- 2008: (Tháng 11) Hạng 9 đồng đội nam Olympiad cờ vua lần thứ 38
- Vận động viên tiêu biểu trong năm của Việt Nam: 2000 (hạng nhì), 2004 (hạng nhất), 2008 (hạng 7)
- 2010: Hạng nhì Giải cờ vua Biel (đồng điểm hạng nhất)
- 2011: (Tháng 9) Vòng hai World Cup cớ vua, Khanty-Mansiysk
- 2011: (Tháng 10) Hạng 3 Giải mở Tần Hoàng Đảo, Trung Quốc.
- 2012: Hạng 7 đồng đội nam Olympiad cờ vua lần thứ 40
- 2013: Huy chương vàng các nội dung cờ nhanh và cờ chớp nam tại SEA GAMES 27 (Indonesia)
- 2013 (tháng 6): Hạng 5 cờ chớp và hạng 16 cờ nhanh giải vô địch cờ chớp, cờ nhanh thế giới 2013.
- Vô địch HDBank 2014.

## Đời tư
Cha của Sơn là giáo viên giáo dục thể chất tại Sở Văn hoá Thông tin tỉnh Kiên Giang. Mẹ anh là giáo viên sử – địa cấp 2 . Việc cha mẹ li dị đã gây cho Sơn có một khoảng thời gian tâm lý không ổn định, dẫn đến phong độ sút kém .
Vợ Sơn là Phạm Lê Thảo Nguyên, cũng là một kỳ thủ cờ vua. Nguyên hơn Sơn 3 tuổi và là nữ kỳ thủ số một Việt Nam . Vào tháng 4 năm 2015, Sơn và Nguyên đã kết hôn sau nhiều năm yêu nhau Trước đó ít lâu, đôi vợ chồng này đã cùng với Lê Quang Liêm giành cả ba tấm vé dự World Cup 2015 (Liêm, Sơn) và Giải vô địch thế giới nữ 2016 (Nguyên).